# Leporinus reticulatus
Leporinus reticulatus är en fiskart som beskrevs av Heraldo A. Britski och Garavello, 1993. Leporinus reticulatus ingår i släktet Leporinus och familjen Anostomidae. Inga underarter finns listade i Catalogue of Life.